# Lista över fornlämningar i Sandvikens kommun
Lista över fornlämningar i Sandvikens kommun är en förteckning av ett urval av de fornlämningar som finns i Sandvikens kommun.

## Järbo
| Namn       | Lämningstyp  | Tillkomsttid | Historisk indelning | Plats | Läge                 | ID-nr          | Bild                                 |
| ---------- | ------------ | ------------ | ------------------- | ----- | -------------------- | -------------- | ------------------------------------ |
| Järbo 22:1 | Stensättning |              | Järbo, Gästrikland  |       | 60.665788, 16.614303 | 10241900220001 | Ladda upp en bild av detta fornminne |

## Ovansjö
| Namn                                        | Lämningstyp  | Tillkomsttid | Historisk indelning  | Plats                                 | Läge                 | ID-nr          | Bild                                      |
| ------------------------------------------- | ------------ | ------------ | -------------------- | ------------------------------------- | -------------------- | -------------- | ----------------------------------------- |
| Ovansjö 5:1                                 | Stensättning |              | Ovansjö, Gästrikland |                                       | 60.611860, 16.615174 | 10243000050001 | Ladda upp en bild av detta fornminne      |
| Ovansjö 5:2                                 | Stensättning |              | Ovansjö, Gästrikland |                                       | 60.611877, 16.614983 | 10243000050002 | Ladda upp en bild av detta fornminne      |
| Gästriklands runinskrifter 14 (Ovansjö 8:1) | Runristning  |              | Ovansjö, Gästrikland | Ovansjö kyrka                         | 60.605942, 16.616016 | 10243000080001 | Ladda upp en till bild av detta fornminne |
| Gästriklands runinskrifter 15 (Ovansjö 8:2) | Runristning  |              | Ovansjö, Gästrikland | Ovansjö prästgård, nu i Ovansjö kyrka | 60.605942, 16.616016 | 10243000080002 | Ladda upp en till bild av detta fornminne |
| Skommarshögen (Ovansjö 12:1)                | Hög          |              | Ovansjö, Gästrikland |                                       | 60.596424, 16.569359 | 10243000120001 | Ladda upp en bild av detta fornminne      |
| Ovansjö 19:1                                | Gravfält     |              | Ovansjö, Gästrikland |                                       | 60.575843, 16.553344 | 10243000190001 | Ladda upp en bild av detta fornminne      |
| Ovansjö 21:1                                | Gravfält     |              | Ovansjö, Gästrikland |                                       | 60.585231, 16.540667 | 10243000210001 | Ladda upp en bild av detta fornminne      |
| Ovansjö 32:1                                | Hög          |              | Ovansjö, Gästrikland |                                       | 60.585815, 16.581482 | 10243000320001 | Ladda upp en bild av detta fornminne      |
| Ovansjö 32:2                                | Stensättning |              | Ovansjö, Gästrikland |                                       | 60.585907, 16.581429 | 10243000320002 | Ladda upp en bild av detta fornminne      |
| Ovansjö 32:3                                | Stensättning |              | Ovansjö, Gästrikland |                                       | 60.586048, 16.581348 | 10243000320003 | Ladda upp en bild av detta fornminne      |
| Ovansjö 70:1                                | Hög          |              | Ovansjö, Gästrikland |                                       | 60.624392, 16.598520 | 10243000700001 | Ladda upp en bild av detta fornminne      |
| Ovansjö 70:2                                | Stensättning |              | Ovansjö, Gästrikland |                                       | 60.624301, 16.598641 | 10243000700002 | Ladda upp en bild av detta fornminne      |
| Ovansjö 70:3                                | Stensättning |              | Ovansjö, Gästrikland |                                       | 60.624360, 16.598766 | 10243000700003 | Ladda upp en bild av detta fornminne      |
| Ovansjö 81:1                                | Hög          |              | Ovansjö, Gästrikland |                                       | 60.661375, 16.671601 | 10243000810001 | Ladda upp en bild av detta fornminne      |
| Ovansjö 242:1                               | Hög          |              | Ovansjö, Gästrikland |                                       | 60.586582, 16.541546 | 10243002420001 | Ladda upp en bild av detta fornminne      |
| Ovansjö 282:1                               | Fäbod        |              | Ovansjö, Gästrikland |                                       | 60.629573, 16.267756 | 10243002820001 | Ladda upp en bild av detta fornminne      |
| Burmansnäs fäbodar (Ovansjö 289:1)          | Fäbod        |              | Ovansjö, Gästrikland |                                       | 60.615242, 16.315402 | 10243002890001 | Ladda upp en bild av detta fornminne      |

## Sandviken
| Namn           | Lämningstyp  | Tillkomsttid | Historisk indelning    | Plats | Läge                 | ID-nr          | Bild                                 |
| -------------- | ------------ | ------------ | ---------------------- | ----- | -------------------- | -------------- | ------------------------------------ |
| Sandviken 25:1 | Kyrka/kapell |              | Sandviken, Gästrikland |       | 60.621496, 16.784651 | 10243500250001 | Ladda upp en bild av detta fornminne |
| Sandviken 64:1 | Stensättning |              | Sandviken, Gästrikland |       | 60.609063, 16.839364 | 10243500640001 | Ladda upp en bild av detta fornminne |

## Årsunda
| Namn                                        | Lämningstyp    | Tillkomsttid | Historisk indelning  | Plats         | Läge                 | ID-nr          | Bild                                      |
| ------------------------------------------- | -------------- | ------------ | -------------------- | ------------- | -------------------- | -------------- | ----------------------------------------- |
| Årsunda 3:1                                 | Gravfält       |              | Årsunda, Gästrikland |               | 60.517654, 16.724358 | 10244600030001 | Ladda upp en bild av detta fornminne      |
| Årsunda 4:1                                 | Hög            |              | Årsunda, Gästrikland |               | 60.523753, 16.743699 | 10244600040001 | Ladda upp en bild av detta fornminne      |
| Årsunda 5:1                                 | Stensättning   |              | Årsunda, Gästrikland |               | 60.523713, 16.741381 | 10244600050001 | Ladda upp en bild av detta fornminne      |
| Årsunda 9:1                                 | Gravfält       |              | Årsunda, Gästrikland |               | 60.518083, 16.739196 | 10244600090001 | Ladda upp en till bild av detta fornminne |
| Gästriklands runinskrifter 9 (Årsunda 12:1) | Runristning    |              | Årsunda, Gästrikland | Årsunda kyrka | 60.522229, 16.740281 | 10244600120001 | Ladda upp en till bild av detta fornminne |
| Årsunda 22:1                                | Gravfält       |              | Årsunda, Gästrikland |               | 60.502074, 16.745602 | 10244600220001 | Ladda upp en bild av detta fornminne      |
| (Hönsta backe) (Årsunda 34:1)               | Gravfält       |              | Årsunda, Gästrikland |               | 60.501368, 16.780616 | 10244600340001 | Ladda upp en till bild av detta fornminne |
| Årsunda 35:1                                | Gravfält       |              | Årsunda, Gästrikland |               | 60.488556, 16.795816 | 10244600350001 | Ladda upp en bild av detta fornminne      |
| Årsunda 39:3                                | Gravfält       |              | Årsunda, Gästrikland |               | 60.487892, 16.797295 | 10244600390003 | Ladda upp en bild av detta fornminne      |
| Årsunda 43:1                                | Fästning/skans |              | Årsunda, Gästrikland |               | 60.498674, 16.736530 | 10244600430001 | Ladda upp en bild av detta fornminne      |
| Årsunda 46:1                                | Hög            |              | Årsunda, Gästrikland |               | 60.491309, 16.696896 | 10244600460001 | Ladda upp en bild av detta fornminne      |
| Årsunda 46:2                                | Stensättning   |              | Årsunda, Gästrikland |               | 60.491250, 16.696746 | 10244600460002 | Ladda upp en bild av detta fornminne      |
| Årsunda 49:1                                | Gravfält       |              | Årsunda, Gästrikland |               | 60.486727, 16.667872 | 10244600490001 | Ladda upp en bild av detta fornminne      |
| Årsunda 51:1                                | Stensättning   |              | Årsunda, Gästrikland |               | 60.486566, 16.664797 | 10244600510001 | Ladda upp en bild av detta fornminne      |
| Årsunda 51:2                                | Stensättning   |              | Årsunda, Gästrikland |               | 60.486473, 16.664727 | 10244600510002 | Ladda upp en bild av detta fornminne      |
| Årsunda 51:3                                | Stensättning   |              | Årsunda, Gästrikland |               | 60.486381, 16.664868 | 10244600510003 | Ladda upp en bild av detta fornminne      |
| Årsunda 53:1                                | Stensättning   |              | Årsunda, Gästrikland |               | 60.497396, 16.747732 | 10244600530001 | Ladda upp en bild av detta fornminne      |
| Årsunda 53:2                                | Hög            |              | Årsunda, Gästrikland |               | 60.497429, 16.748276 | 10244600530002 | Ladda upp en bild av detta fornminne      |
| Årsunda 54:2                                | Stensättning   |              | Årsunda, Gästrikland |               | 60.484694, 16.691991 | 10244600540002 | Ladda upp en bild av detta fornminne      |
| Årsunda 54:3                                | Stensättning   |              | Årsunda, Gästrikland |               | 60.484640, 16.691834 | 10244600540003 | Ladda upp en bild av detta fornminne      |
| Årsunda 55:1                                | Stensättning   |              | Årsunda, Gästrikland |               | 60.482013, 16.693459 | 10244600550001 | Ladda upp en bild av detta fornminne      |
| Årsunda 55:2                                | Stensättning   |              | Årsunda, Gästrikland |               | 60.481704, 16.693107 | 10244600550002 | Ladda upp en bild av detta fornminne      |
| Årsunda 56:1                                | Gravfält       |              | Årsunda, Gästrikland |               | 60.491219, 16.647385 | 10244600560001 | Ladda upp en bild av detta fornminne      |
| Årsunda 139:1                               | Röse           |              | Årsunda, Gästrikland |               | 60.507505, 16.696701 | 10244601390001 | Ladda upp en bild av detta fornminne      |
| Årsunda 139:2                               | Stensättning   |              | Årsunda, Gästrikland |               | 60.507407, 16.696676 | 10244601390002 | Ladda upp en bild av detta fornminne      |
| Årsunda 159:1                               | Hög            |              | Årsunda, Gästrikland |               | 60.511855, 16.716143 | 10244601590001 | Ladda upp en bild av detta fornminne      |
| Årsunda 160:1                               | Gravfält       |              | Årsunda, Gästrikland |               | 60.512225, 16.716790 | 10244601600001 | Ladda upp en bild av detta fornminne      |
| Gammelbodarna (Årsunda 199:1)               | Fäbod          |              | Årsunda, Gästrikland |               | 60.448316, 16.770598 | 10244601990001 | Ladda upp en bild av detta fornminne      |
| Årsunda 213:1                               | Hög            |              | Årsunda, Gästrikland |               | 60.530639, 16.743196 | 10244602130001 | Ladda upp en bild av detta fornminne      |
| Årsunda 213:2                               | Hög            |              | Årsunda, Gästrikland |               | 60.530661, 16.743345 | 10244602130002 | Ladda upp en bild av detta fornminne      |
| Årsunda 213:3                               | Hög            |              | Årsunda, Gästrikland |               | 60.530542, 16.743398 | 10244602130003 | Ladda upp en bild av detta fornminne      |
| Råholmen (Årsunda 250:1)                    | Stensättning   |              | Årsunda, Gästrikland |               | 60.592963, 16.837327 | 10244602500001 | Ladda upp en bild av detta fornminne      |
| Råholmen (Årsunda 250:2)                    | Stensättning   |              | Årsunda, Gästrikland |               | 60.592570, 16.837315 | 10244602500002 | Ladda upp en bild av detta fornminne      |
| Årsunda 323:1                               | Stensättning   |              | Årsunda, Gästrikland |               | 60.577104, 16.817235 | 10244603230001 | Ladda upp en bild av detta fornminne      |
| Årsunda 324:1                               | Stensättning   |              | Årsunda, Gästrikland |               | 60.577486, 16.817866 | 10244603240001 | Ladda upp en bild av detta fornminne      |
| Årsunda 325:1                               | Stensättning   |              | Årsunda, Gästrikland |               | 60.576781, 16.818136 | 10244603250001 | Ladda upp en bild av detta fornminne      |
| Årsunda 841                                 | Hällristning   |              | Årsunda, Gästrikland |               | 60.501183, 16.780672 | 12000000039662 | Ladda upp en bild av detta fornminne      |
| Årsunda 842                                 | Hällristning   |              | Årsunda, Gästrikland |               | 60.519076, 16.739423 | 12000000039680 | Ladda upp en bild av detta fornminne      |

## Österfärnebo
| Namn                                             | Lämningstyp                      | Tillkomsttid | Historisk indelning       | Plats              | Läge                 | ID-nr          | Bild                                 |
| ------------------------------------------------ | -------------------------------- | ------------ | ------------------------- | ------------------ | -------------------- | -------------- | ------------------------------------ |
| Österfärnebo 1:1                                 | Gravfält                         |              | Österfärnebo, Gästrikland |                    | 60.297554, 16.799873 | 10244700010001 | Ladda upp en bild av detta fornminne |
| Gästriklands runinskrifter 1 (Österfärnebo 2:1)  | Runristning                      |              | Österfärnebo, Gästrikland | Österfärnebo kyrka | 60.302127, 16.794432 | 10244700020001 | Ladda upp en bild av detta fornminne |
| Österfärnebo 3:2                                 | Stensättning                     |              | Österfärnebo, Gästrikland |                    | 60.303378, 16.778202 | 10244700030002 | Ladda upp en bild av detta fornminne |
| Österfärnebo 3:3                                 | Stensättning                     |              | Österfärnebo, Gästrikland |                    | 60.303281, 16.778200 | 10244700030003 | Ladda upp en bild av detta fornminne |
| Österfärnebo 4:1                                 | Gravfält                         |              | Österfärnebo, Gästrikland |                    | 60.306423, 16.774588 | 10244700040001 | Ladda upp en bild av detta fornminne |
| Österfärnebo 5:1                                 | Gravfält                         |              | Österfärnebo, Gästrikland |                    | 60.306717, 16.775544 | 10244700050001 | Ladda upp en bild av detta fornminne |
| Österfärnebo 7:1                                 | Gravfält                         |              | Österfärnebo, Gästrikland |                    | 60.296129, 16.776522 | 10244700070001 | Ladda upp en bild av detta fornminne |
| Österfärnebo 11:1                                | Stensättning                     |              | Österfärnebo, Gästrikland |                    | 60.327244, 16.755764 | 10244700110001 | Ladda upp en bild av detta fornminne |
| Österfärnebo 11:2                                | Stensättning                     |              | Österfärnebo, Gästrikland |                    | 60.327190, 16.755910 | 10244700110002 | Ladda upp en bild av detta fornminne |
| Österfärnebo 11:3                                | Stensättning                     |              | Österfärnebo, Gästrikland |                    | 60.327130, 16.755817 | 10244700110003 | Ladda upp en bild av detta fornminne |
| Österfärnebo 14:1                                | Gravfält                         |              | Österfärnebo, Gästrikland |                    | 60.323293, 16.769688 | 10244700140001 | Ladda upp en bild av detta fornminne |
| Österfärnebo 15:1                                | Gravfält                         |              | Österfärnebo, Gästrikland |                    | 60.240946, 16.786027 | 10244700150001 | Ladda upp en bild av detta fornminne |
| Dragsboheden, Dragsbron (Österfärnebo 16:1)      | Gravfält                         |              | Österfärnebo, Gästrikland |                    | 60.236939, 16.790418 | 10244700160001 | Ladda upp en bild av detta fornminne |
| Österfärnebo 18:1                                | Gravfält                         |              | Österfärnebo, Gästrikland |                    | 60.261439, 16.794686 | 10244700180001 | Ladda upp en bild av detta fornminne |
| Dragsbron (Österfärnebo 20:1)                    | Gravfält                         |              | Österfärnebo, Gästrikland |                    | 60.234633, 16.790483 | 10244700200001 | Ladda upp en bild av detta fornminne |
| Österfärnebo 34:1                                | Gravfält                         |              | Österfärnebo, Gästrikland |                    | 60.344081, 16.757384 | 10244700340001 | Ladda upp en bild av detta fornminne |
| Gästriklands runinskrifter 3 (Österfärnebo 43:1) | Runristning                      |              | Österfärnebo, Gästrikland | Kungsgården        | 60.304362, 16.792398 | 10244700430001 | Ladda upp en bild av detta fornminne |
| Österfärnebo 51:1                                | Hög                              |              | Österfärnebo, Gästrikland |                    | 60.304853, 16.713125 | 10244700510001 | Ladda upp en bild av detta fornminne |
| Österfärnebo 51:2                                | Hög                              |              | Österfärnebo, Gästrikland |                    | 60.304886, 16.712962 | 10244700510002 | Ladda upp en bild av detta fornminne |
| Österfärnebo 51:3                                | Hög                              |              | Österfärnebo, Gästrikland |                    | 60.304811, 16.712918 | 10244700510003 | Ladda upp en bild av detta fornminne |
| Österfärnebo 51:4                                | Hög                              |              | Österfärnebo, Gästrikland |                    | 60.304753, 16.712992 | 10244700510004 | Ladda upp en bild av detta fornminne |
| Österfärnebo 52:1                                | Gravfält                         |              | Österfärnebo, Gästrikland |                    | 60.305599, 16.712857 | 10244700520001 | Ladda upp en bild av detta fornminne |
| Österfärnebo 54:1                                | Hög                              |              | Österfärnebo, Gästrikland |                    | 60.295497, 16.721350 | 10244700540001 | Ladda upp en bild av detta fornminne |
| Österfärnebo 56:1                                | Gravfält                         |              | Österfärnebo, Gästrikland |                    | 60.294960, 16.723859 | 10244700560001 | Ladda upp en bild av detta fornminne |
| Österfärnebo 58:1                                | Stensättning                     |              | Österfärnebo, Gästrikland |                    | 60.296699, 16.736634 | 10244700580001 | Ladda upp en bild av detta fornminne |
| Österfärnebo 63:1                                | Gravfält                         |              | Österfärnebo, Gästrikland |                    | 60.265141, 16.783563 | 10244700630001 | Ladda upp en bild av detta fornminne |
| Österfärnebo 76:1                                | Stensättning                     |              | Österfärnebo, Gästrikland |                    | 60.208658, 16.787094 | 10244700760001 | Ladda upp en bild av detta fornminne |
| Österfärnebo 76:2                                | Stensättning                     |              | Österfärnebo, Gästrikland |                    | 60.208553, 16.786974 | 10244700760002 | Ladda upp en bild av detta fornminne |
| Österfärnebo 77:1                                | Stensättning                     |              | Österfärnebo, Gästrikland |                    | 60.209770, 16.793646 | 10244700770001 | Ladda upp en bild av detta fornminne |
| Österfärnebo 79:1                                | Stensättning                     |              | Österfärnebo, Gästrikland |                    | 60.200334, 16.786547 | 10244700790001 | Ladda upp en bild av detta fornminne |
| Österfärnebo 79:2                                | Stensättning                     |              | Österfärnebo, Gästrikland |                    | 60.200182, 16.786488 | 10244700790002 | Ladda upp en bild av detta fornminne |
| Österfärnebo 87:1                                | Gravfält                         |              | Österfärnebo, Gästrikland |                    | 60.308594, 16.781538 | 10244700870001 | Ladda upp en bild av detta fornminne |
| Korggårdsbacken (Österfärnebo 131:1)             | Gravfält                         |              | Österfärnebo, Gästrikland |                    | 60.342055, 16.754950 | 10244701310001 | Ladda upp en bild av detta fornminne |
| Österfärnebo 224:1                               | Stensättning                     |              | Österfärnebo, Gästrikland |                    | 60.355189, 16.779538 | 10244702240001 | Ladda upp en bild av detta fornminne |
| Österfärnebo 224:2                               | Stensättning                     |              | Österfärnebo, Gästrikland |                    | 60.354917, 16.779777 | 10244702240002 | Ladda upp en bild av detta fornminne |
| Öby fäbodar (Österfärnebo 237:1)                 | Fäbod                            |              | Österfärnebo, Gästrikland |                    | 60.219944, 16.755122 | 10244702370001 | Ladda upp en bild av detta fornminne |
| Österfärnebo 635                                 | Stensättning                     |              | Österfärnebo, Gästrikland |                    | 60.419490, 16.702562 | 12000000029778 | Ladda upp en bild av detta fornminne |
| Österfärnebo 637                                 | Stensättning                     |              | Österfärnebo, Gästrikland |                    | 60.419357, 16.703097 | 12000000029781 | Ladda upp en bild av detta fornminne |
| Österfärnebo 762                                 | Ristning, medeltid/historisk tid |              | Österfärnebo, Gästrikland |                    | 60.366383, 16.530084 | 12000000094061 | Ladda upp en bild av detta fornminne |